# 千乃安曇
千乃安曇（日語：千乃 あずみ，1993年8月4日—），日本AV女優。广岛縣出身。現為LIGHT所属女優。

## 簡歴
2013年10月，签约成为AV制造商teamZERO的専属女優。
业余爱好是饲养宠物狗和美食。

## 出演作品

### AV作品
2013年
- Debut（10月13日、teamZERO）
- GLAMOROUS（11月13日、teamZERO）
- Splash（12月13日、teamZERO）

2014年
2015年
2016年
- （2月1日、ZUKKON/BAKKON）共演：澁谷果步、仓多真央、羽鸟美香
- （2月16日、Freja/HERO）

## 电视出演
- 、里美尤利娅

## 脚注
1. ↑  . LIGHT.   [2016-05-24]. （原始内容存档于2016-06-10）.
2. ↑  . AV女優情報. DMM.R18.   [2016-05-24]. （原始内容存档于2016-06-01）.

## 外部連結
- 千乃安曇的X（前Twitter）（投稿なし）
- 千乃あずみのエッチ乃オキテ（页面存档备份，存于） - 官方部落格（投稿なし）
- 千乃あずみの見てほちーの♡ - 官方部落格